# Snipperclips
Snipperclips: Geknipt om samen te spelen! (Engels: Snipperclips:
Cut It Out, Together!, Japans: いっしょにチョキッと スニッパーズ, Romaji: Issho ni Chokitto Snippers) is een puzzelspel ontwikkeld door SFB Games en gepubliceerd door Nintendo voor de Nintendo Switch, dat wereldwijd uitkwam op 3 maart 2017. Het spel maakt gebruik van een knipmechanisme waarbij spelers moeten samenwerken om vorm- en natuurkunde-gebaseerde puzzels op te lossen.

## Spel
Snipperclips is een coöperatief puzzelspel voor maximaal vier spelers. In het spel besturen spelers twee karakters genaamd Snip en Clip, met draaibare lichaamsvormen. Een speler kan het overlappende deel van de andere speler uitknippen, en zo de puzzel oplossen.
Doelen in het spel bestaan bijvoorbeeld uit het wegknippen van een gedeelte om zo in een gevraagde vorm te passen, een basketbal of potlood naar een specifieke plek te brengen, of een scherpe punt te knippen om hiermee ballonnen te prikken.
De Party Mode is een spelmodus voor meerdere spelers, en Blitz mode bevat competitiespellen, zoals basketbal, hockey, en elkaar wegknippen.

## Ontwikkeling
Het concept voor Snipperclips werd oorspronkelijk ontwikkeld door spelontwikkelaar SFB Games onder de naam FriendShapes. Dit concept werd getoond tijdens de EGX beurs in 2015. SFB Games benaderde Nintendo als uitgever, en begon met de ontwikkeling van het volledige spel in 2016. Snipperclips was een lanceertitel voor de Nintendo Switch.

## Ontvangst
Snipperclips ontving positieve recensies, en ontving een score van 80 op aggregatiewebsite Metacritic. IGN gaf het spel een 8/10, en prees de multiplayer samenwerking. Metro gaf het spel ook een 8/10, en roemde het als een van de beste recente samenwerkingsspellen.

## Snipperclips Plus
Een geüpdatete versie, genaamd Snipperclips Plus, werd op 14 september, 2017, aangekondigd via een Nintendo Direct. Het spel, dat op 10 november 2017 uit kwam, bevat 30 nieuwe puzzellevels, naast alle levels uit het origineel, en een aantal nieuwe modi. Het spel is los verkrijgbaar, maar kan ook als DLC aangeschaft worden in het originele Snipperclips.